# Ernest Thesiger
Ernest Frederic Graham Thesiger, CBE (n. 15 ianuarie 1879, Londra, Regatul Unit al Marii Britanii și Irlandei – d. 14 ianuarie 1961, Londra, Anglia, Regatul Unit) a fost un actor englez de teatru și de film.. Este cel mai notabil, probabil, pentru rolul său ca Doctor Septimus Pretorius din filmul lui James Whale, Bride of Frankenstein (din 1935).

## Filmografie
- The Real Thing at Last (1916) - Witch
- Nelson (1918) - William Pitt, the Younger
- The Life Story of David Lloyd George (1918) - Joseph Chamberlain
- A Little Bit of Fluff (1919) - Bertram Tully
- The Bachelor's Club (1921) - Israfel Mondego
- The Adventures of Mr. Pickwick (1921) - Mr. Jingle
- Number 13 (1922, Unfinished) - Mr. Peabody
- Week-End Wives (1928) - Bertram
- The Vagabond Queen (1929) - Lidoff
- The Old Dark House (1932) - Horace Femm
- The Ghoul (1933) - Laing
- The Only Girl (1933) - The Chamberlain
- My Heart is Calling (1935) - Fevrier
- Bride of Frankenstein (1935) -  Dr. Pretorius
- The Night of the Party (1935) - Chiddiatt
- The Man Who Could Work Miracles (1936) - Maydig
- They Drive by Night (1938) - Walter Hoover
- The Ware Case (1938) - Carter
- Lightning Conductor (1938) - Professor
- My Learned Friend (1943) - Ferris
- The Lamp Still Burns (1943) - Chairman
- Don't Take It to Heart (1944) - Justices' Clerk
- Henry V (1944) - Duke of Berri - French Ambassador.
- A Place of One's Own (1945) - Dr. Marsham
- Caesar and Cleopatra (1945) - Theodotus
- Beware of Pity (1946) - Baron Emil de Kekesfalva
- The Man Within (1947) - Farne
- Jassy (1947) - Sir Edward Follesmark
- The Ghosts of Berkeley Square (1947) - Dr. Cruickshank of Psychical Research Society
- The Winslow Boy (1948) - Mr. Ridgeley Pierce
- Quartet (1948) - Henry Dashwood (segment "The Colonel's Lady")
- Brass Monkey (1948) - Ryder-Harris
- The Bad Lord Byron (1949) - Count Guiccioli
- Last Holiday (1950) - Sir Trevor Lampington
- 1951 Râsete în paradis (Laughter in Paradise), regia Mario Zampi : Endicott
- The Man in the White Suit (1951) - Sir John Kierlaw
- Scrooge (1951) - The Undertaker
- The Magic Box (1951) - Earl
- The Woman's Angle (1952) - Judge
- The Robe (1953) - Emperor Tiberius
- Meet Mr. Lucifer (1953) - Mr. Macdonald
- The Million Pound Note (1954) - Mr. Garrett, Bank Director (nemenționat)
- Father Brown (1954) - Vicomte de Verdigris
- Make Me an Offer (1954) - Sir John
- Value for Money (1955) - Lord Dewsbury
- Quentin Durward (1955) - Lord Crawford
- An Alligator Named Daisy (1955) - Notcher
- Who Done It? (1956) - Sir Walter Finch
- Three Men in a Boat (1956) - 3rd Old Gentleman
- Doctor at Large (1957) - First Examiner
- The Truth About Women (1958) - Judge
- The Horse's Mouth (1958) - Hickson
- The Battle of the Sexes (1959) - Old Macpherson
- Sons and Lovers (1960) - Mr. Hadlock
- Armchair Theatre; Lord Arthur Savile's Crime (TV, 1960)[13]
- The Roman Spring of Mrs. Stone (1961) - Stefano (ultimul rol de film)